# Landunvez
Landunvez település Franciaországban, Finistère megyében. Lakosainak száma 1548 fő (2022. január 1.). Landunvez Ploudalmézeau, Plourin és Porspoder községekkel határos.

## Népesség
A település népességének változása:
| Lakosok száma | 1391 | 1315 | 1359 | 1334 | 1472 | 1483 | 1475 | 1486 | 1487 | 1548 |
|               | 1968 | 1982 | 1990 | 2006 | 2013 | 2015 | 2017 | 2019 | 2020 | 2022 |